# Hormetica strumosa
Hormetica strumosa är en kackerlacksart som beskrevs av Henri Saussure och Leo Zehntner 1895. Hormetica strumosa ingår i släktet Hormetica och familjen jättekackerlackor.
Artens utbredningsområde är Ecuador. Inga underarter finns listade i Catalogue of Life.